# Verbandsgemeinde Kyllburg
La comunità amministrativa di Kyllburg (Verbandsgemeinde Kyllburg) era una comunità amministrativa della Renania-Palatinato, in Germania.
Faceva parte del circondario dell'Eifel-Bitburg-Prüm.
A partire dal 1º luglio 2014 è stata unita alla comunità amministrativa di Bitburg-Land per costituire la nuova comunità amministrativa Bitburger Land.

## Suddivisione
Comprendeva 21 comuni:
- Badem
- Balesfeld
- Burbach
- Etteldorf
- Gindorf
- Gransdorf
- Kyllburg (città)
- Kyllburgweiler
- Malberg
- Malbergweich
- Neidenbach
- Neuheilenbach
- Oberkail
- Orsfeld
- Pickließem
- Sankt Thomas
- Seinsfeld
- Steinborn
- Usch
- Wilsecker
- Zendscheid

Il capoluogo era Kyllburg, il centro maggiore Badem.